# بالچیکلی
بالچیکلی (به لاتین: Balchikly) یک منطقهٔ مسکونی در روسیه است که در باشقیرستان واقع شده‌است.